# نوک‌تیره‌ها
نوک‌تیره‌ها (نام علمی: Theristicus) نام یک سرده از زیرخانواده اکراس است.

## گونه‌ها
- اکراس سربی،  Theristicus caerulescens
- اکراس گردن‌نخودی،  Theristicus caudatus
- اکراس رخ‌سیاه،  Theristicus melanopis
  - اکراس رخ‌سیاه،  Theristicus (melanopis) branickii